# 8277 Мачу-Пікчу
8277 Мачу-Пікчу (8277 Machu-Picchu) — астероїд головного поясу, відкритий 8 квітня 1991 року.
Тіссеранів параметр щодо Юпітера — 3,500.